# Forgószél (film)
A Forgószél (eredeti cím: Notorious) 1946-ban bemutatott fekete-fehér amerikai filmdráma Alfred Hitchcock rendezésében. Hitchcock a háború idején kezdte a forgatási munkálatokat. Az ötlet, hogy uránt szerepeltessen, egy olyan anyagot, amiért harc folyik, merő véletlen volt csupán. Az USA titkos atombombagyártása miatt az FBI három hónapon át megfigyelés alatt tartotta a rendezőt. Az, hogy a MacGuffinnak nevezett dramaturgiai fogás az atombomba Hirosimára és Nagaszakira való ledobása miatt 1945-ben új jelentésre tett szert, Hitchcocknak mágus hírét keltette.

## Történet
|  | Alább a cselekmény részletei következnek! |

A filmtörténet egyik legizgalmasabb szerelmes kémtörténete, Hitchcock egyik legnépszerűbb filmje. A filmben Alicia, a fiatal amerikai lány apját háborús bűnösként elítélik. Az amerikai titkosszolgálat felajánl az apjában csalódott szabados életmódot folytató lánynak egy lehetőséget, mellyel segíthet hazájának, egyben jóváteheti apja bűntetteit. A feladatot csak ő végezheti el, mivel apja Braziliában élő náci összeesküvő társai közé kell beépülnie. Alicia vállalja a feladatot. Összekötője egy vonzó titkosszolgálati tiszt lesz, T.R. Devlin, akibe beleszeret. Az események úgy hozzák, hogy feleségül kell mennie Sebastianhoz, az egyik vezető náci összeesküvőhöz. Devlin és Alicia nem tudják, hogy min dolgoznak a nácik, de gyanítják, hogy az állandóan zárt pincében folyhat valami. A pincébe behatolva uránnal töltött palackokat találnak. Sebastian rájön Alicia kémnői mibenlétére, és úgy dönt, hogy arzénnal mérgezi meg a feleségét. De nem ölheti meg gyorsan, hogy barátai ne jöjjenek rá a csalásra. Devlin az utolsó pillanatban betör a házba és kiszabadítja szerelmét.

## Szereplők
| Szereplő                    | Színész               | Magyar hang            | Magyar hang            |
| Szereplő                    | Színész               | 1. szereposztás (1968) | 2. szereposztás (1999) |
| --------------------------- | --------------------- | ---------------------- | ---------------------- |
| T.R. Devlin / Alex          | Cary Grant            | Gábor Miklós           | Vass Gábor             |
| Alicia Huberman             | Ingrid Bergman        | Váradi Hédi            | Kovács Nóra            |
| Alexander Sebastian         | Claude Rains          | Szabó Ottó             | Dobránszky Zoltán      |
| Paul Prescott kapitány      | Louis Calhern         | Velenczey István       | Velenczey István       |
| Madame Anna Sebastian       | Leopoldine Konstantin | Simor Erzsi            | Kassai Ilona           |
| Dr. Anderson                | Reinhold Schünzel     | Csákányi László        | Makay Sándor           |
| Walter Beardsley            | Moroni Olsen          | Gálcsiki János         | Áron László            |
| Eric Mathis                 | Ivan Triesault        | Bárány Frigyes         | Sztarenki Pál          |
| Joseph, Sebastian inasa     | Aléxisz Minotísz      | Elekes Pál             | Balázsi Gyula          |
| Mr. Hopkins                 | Wally Brown           | Miklósy György         | ?                      |
| Parancsnok                  | Charles Mendl         |                        | ?                      |
| Dr. Julio Barbosa           | Ricardo Costa         | Bodor Tibor            | ?                      |
| Emil Hupka                  | Eberhard Krumschmidt  | Horváth Jenő           | ?                      |
| Ethel                       | Fay Baker             | ?                      | ?                      |
| Pezsgőt ivó férfi a party-n | Alfred Hitchcock      | –                      | –                      |